# Cattinara
Cattinara  è un borgo o rione suburbano della città di Trieste, posto ad est, lungo la strada commerciale che unisce la città con quella di Fiume.

## Storia
Abitato già in epoca pre-romana (nella zona della sella di Longera ci sono infatti dei resti di un antico castelliere), la prima menzione vi è in un codice diplomatico istriano in cui, alla data del 5 novembre 1398, si legge di una villa di Melarsio (attuale Melara) confinante col baredo (terreno incolto in dialetto triestino) dell'ospitale di Cattinara. Non è però del tutto chiaro che tipo di struttura fosse questo ospitale.
Dal 1984 Cattinara ospita il principale ospedale cittadino.
Dal 1983 vi ha sede anche la scuola del rione del quadrilatero: la scuola elementare "Sandro Pertini", che in seguito fu ampliata costruendo anche l'attuale scuola media inferiore "Francesco Rismondo". Ora vi è un complesso che comprende la scuola materna e queste due.
Cattinara può vantarsi di una lunga tradizione scolastica, poiché nel 1791 fu istituita la prima scuola elementare. I primi insegnanti erano chierici e cappellani locali, in seguito maestri. Questa scuola era slovena e proseguì fino al 1927, quando fu soppressa dalle autorità fasciste. Il regolare funzionamento della Scuola elementare slovena risale all'anno scolastico 1945-46. Dall'anno scolastico 1963-64 è situata nell'edificio posto sulla strada principale di Cattinara (strada di Fiume 511). Non è una scuola indipendente, ma è la sede staccata della scuola media statale "Santi Cirillo e Metodio" di San Giovanni.

## Monumenti e luoghi di interesse

### Chiesa parrocchiale della Santissima Trinità
La chiesa di Cattinara fu costruita nel biennio 1783-1784 e divenne parrocchiale nel 1892.

## Galleria d'immagini

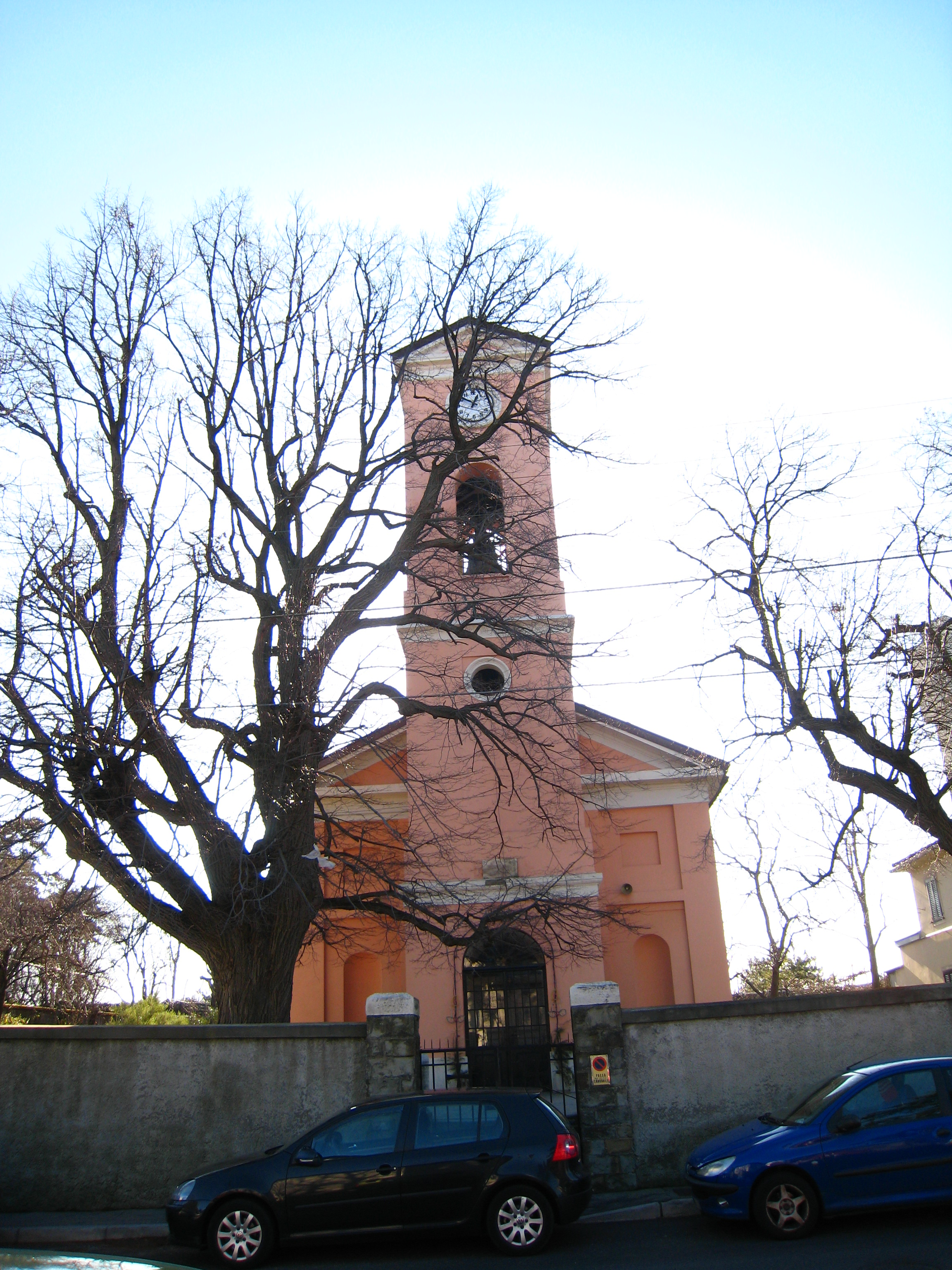
La chiesa
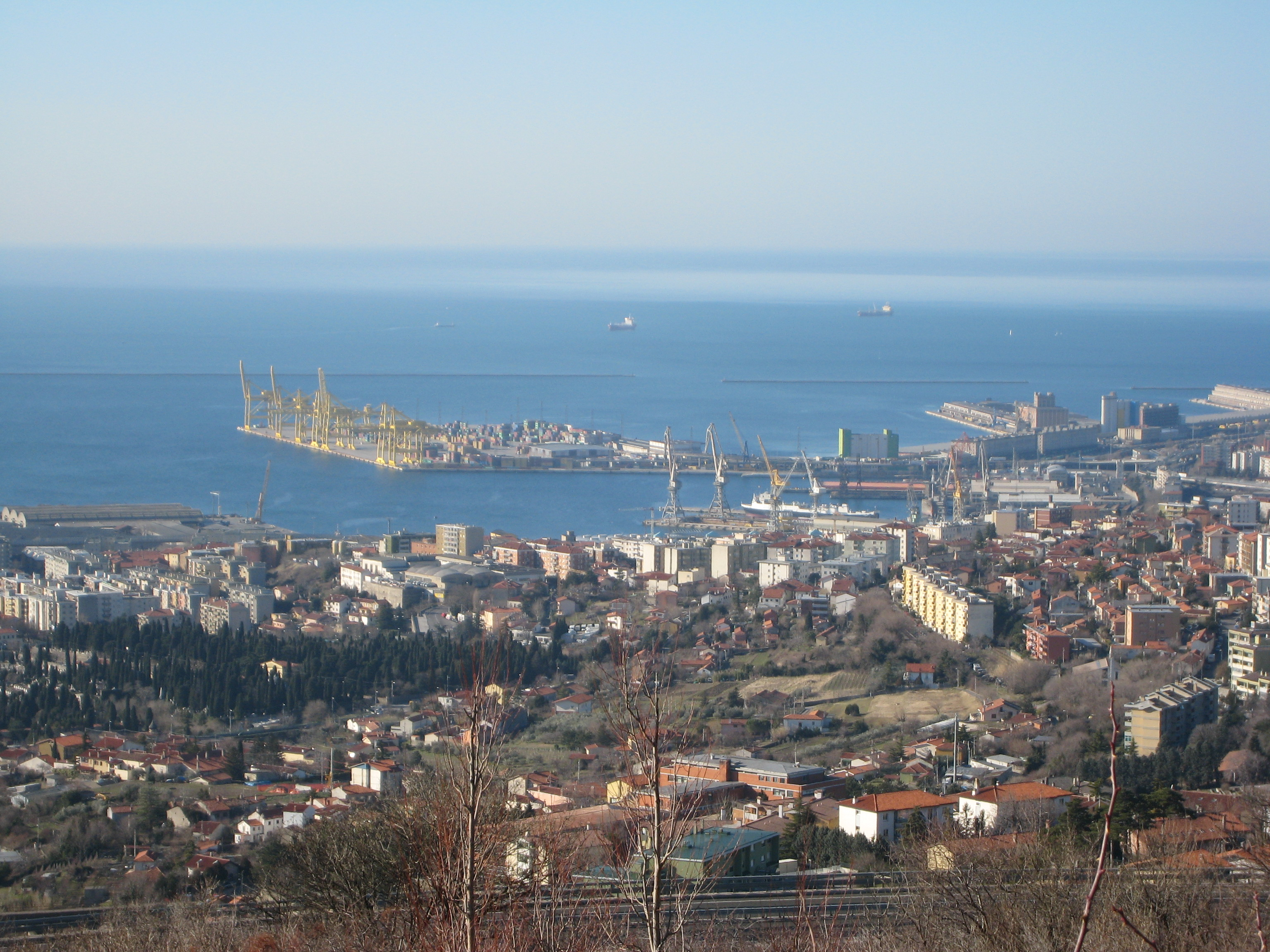
Vista della città di Trieste dal Monbeau
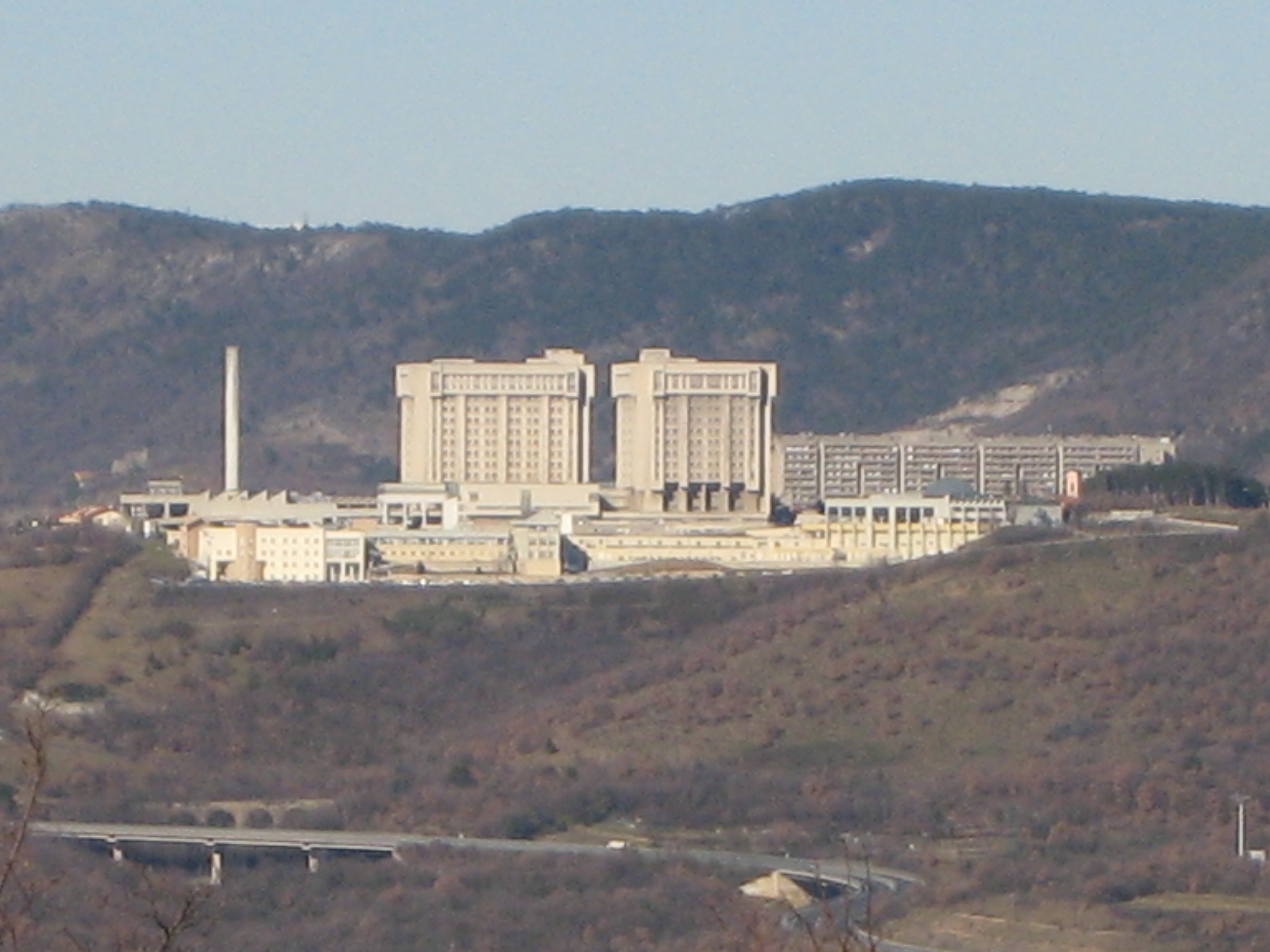
L'ospedale